# Typosyllis heterochaeta
Typosyllis heterochaeta är en ringmaskart som först beskrevs av Moore 1909.  Typosyllis heterochaeta ingår i släktet Typosyllis och familjen Syllidae. Inga underarter finns listade i Catalogue of Life.